# ORCA (Quantenchemieprogramm)

Jährliche Zitationen von ORCA laut FACCTs GmbH

ORCA ist ein umfassendes ab initio Quantenchemie-Programmpaket, das moderne Methoden zur Beschreibung der elektronischen Struktur wie Dichtefunktionaltheorie, vielkörper Störungstheorie, Coupled Cluster, semiempirische Quantenchemische Methoden, und multi-referenz Methoden beinhaltet. Hauptanwendungsgebiet sind größere Moleküle, Übergangsmetallkomplexe und deren spektroskopische Eigenschaften. ORCA bietet eine einfach zu lernende Eingabestruktur (Input), wodurch eine hohe Zugänglichkeit und einfache Verwendung Quantenchemischer Methoden ermöglicht werden. Das ORCA Programmpaket wird hauptsächlich in der Forschungsgruppe von Frank Neese am Max-Planck-Institut für Kohlenforschung (MPI KoFo) und der FACCTs GmbH entwickelt, die auch die kommerzielle Lizenzierung für die nicht-akademische Nutzung verwaltet. Die Nutzung von ORCA ist im akademischen Zusammenhang kostenlos.

## Geschichte
Die Entwicklung von ORCA begann 1997 während Frank Neeses PostDoc Phase an der Stanford-Universität. Seither wurde ORCA kontinuierlich weiterentwickelt und folgte Neese zu seinen weiteren Stationen an der Universität Bonn, dem Max-Planck-Institut für Chemische Energiekonversion, und schließlich dem Max-Planck-Institut für Kohlenforschung. Während dieser Entwicklung ist das ORCA Entwickler Team um Neeses Forschungsgruppe stets gewachsen und umfasst inzwischen eine Vielzahl externer akademischer Entwickler, die zu ORCA beitragen.
2016 agierte Frank Neese als Mitbegründer der FACCTs GmbH als Ableger der Max-Planck-Gesellschaft um eine kommerzielle Lizenzierung für die nicht-akademische Nutzung zu ermöglichen und die Weiterentwicklung von ORCA zu stärken. Im Gegensatz zu vielen anderen kommerzialisierten Quantenchemieprogrammen verbleibt ORCA jedoch im akademischen Zusammenhang kostenlos nutzbar.
Seit der ersten Veröffentlichung von ORCA, ist die Anzahl aktiver Nutzer und Entwickler stetig gewachsen. Im Jahr 2023 wurde die Anzahl von 67000 registrierten Benutzern und 3300 Zitationen des ORCA Programms erreicht.

## Ausgewählte Funktionen
- Hartree-Fock Theorie
- Effiziente DFT und TDDFT Implementierungen mit möglicher Nutzung von RIJCOSX
- MPn Störungs Theorie
- Coupled-Cluster und lokales Coupled Cluster (DLPNO-CCSD(T))
- Semiempirische Methoden wie GFN2-xTB
- Multiskalenmethoden wie QM/MM

## Erscheinungshistorie
Von Version 4.0 and werden nur noch Hauptversionen gezeigt.
- 1.0.0: 1997 (keine generelle Veröffentlichung)
- 2.0.0: Sep. 1999
- 2.4.0: 2004
- 2.6.0: 2006
- 2.7.0: 2007
- 2.9.0: 2008
- 3.0.0: 2011
- 3.0.2: Jun. 2014
- 3.0.3: Dez. 2014
- 4.0.0: Mär. 2017[4]
- 4.1.0: Dez. 2018
- 4.2.0: Aug. 2019
- 5.0.0: Jul. 2021[3]
- 6.0.0: Jul. 2024[1][6]
- 6.0.1: Nov. 2024
- 6.1.0: Jun. 2025

## Grafische Benutzeroberflächen
- Avogadro
- Chemcraft
- UCSF ChimeraX
- Molden
- Ascalaph Designer
- Gabedit